# Combate de Quirihue
El Combate de Quirihue fue un enfrentamiento bélico desarrollado entre las fuerzas realistas del chileno Juan Antonio Olate y las fuerzas patriotas chilenas al mando de José Joaquín Prieto, el 17 de agosto de 1813, en la villa de Quirihue, en el marco de la llamada Patria Vieja.
Según el diario militar del general José Miguel Carrera, el bando patriota encaró la lucha originalmente con guerrilla que alcanzaba a unos sesenta hombres. Debido al escaso número, el propio Carrera envió a cien fusileros en su auxilio.
El enemigo atacó con más de cien hombres, los que fueron rechazados vigorosamente.
Tras la acción, Prieto temió que el enemigo volviese con fuerzas superiores. Carrera cuenta que, por ello, se retiró a Cauquenes donde se incorporó a la partida del coronel Vial y de Mendiburu que traían auxilios, aunque pocos, de Talca. Se atrincheraron en la plaza y asistieron a los enfermos.